# Ланчани, Родольфо
Родольфо Амадео Ланчани, Ланчиани (2 января 1845, Рим — 21 мая 1929, Рим) — итальянский инженер, археолог, известный исследованиями топографии и памятников Рима.

## Биография
Ланчани учился на инженера в Папском университете в Риме. После окончания учёбы он принял участие в раскопках гавани Траяна в Остии, описание раскопок были опубликованы в Monumenti ed Annali Института археологических сообщений. С тех тех пор Ланчани увлекся археологическими исследованиями античных сооружений.
В 1872 году он стал секретарём Commissione Archaeologica Communale — муниципальной археологической комиссии в Риме, в 1879 году профессором по римской топографии в университете Рима. Позднее Ланчани стал почётным профессором университетов Вюрцбург, Оксфорд, Глазго, Гарвард, Абердин.
Ланчани археологическими раскопками в Риме, а также собирал заметки, зарисовки, выдержки из источников эпохи Возрождения. Эти данные были опубликованы в 4 томах «Storia degli Scavi di Roma e le Notizie intorno alle Collezioni Romane di Antichità» в 1902—1912 годах.
Ланчани также предотвратил строительство общественного парка на территории терм Каракаллы в Риме.

## Список работ Ланчани
- Forma Urbis Romae.
- «I Commentarii di Frontino sulle acque sugli acquedotti». 1880.
- «Rome in the light of recent excavations»
- «Pagan and Christian Rome». 1893—1901.
- The Destruction of Ancient Rome. A Sketch of the History of the Monuments. 1899.
- The Golden Days of the Renaissance in Rome, from the Pontificate of Julius II to that of Paul III. A. Constable, 1906.
- Wanderings in the Roman Campagna. 1909.
- The Roman Forum. A Photographic Description of its Monuments. 1910.
- Wanderings through Ancient Roman Churches. 1924.
- Ancient and Modern Rome. 1925.